# Lipán M3
Le Lipán M3 est un drone de surveillance, de reconnaissance et de renseignement entièrement développé par le personnel de l'Ejército Argentino (armée de terre argentine) qui recherche à développer ce type d'aéronef depuis 1996. C'est le premier drone militaire à avoir passé le stade de prototype après avoir été développé entièrement en Amérique latine.

## Caractéristiques
Ce drone est une version militarisée du Lechuza II 460, un drone conçu par Aerodyca. Il possède une autonomie de 40 km et ne peut pas décoller de manière autonome. Il est cependant possible de programmer un itinéraire avec jusqu'à 1 000 points de cheminement que le drone suivra automatiquement une fois dans les airs. Il est équipé de trois caméras à focales variables multiplexées et d'un système de vision infrarouge dont les images sont transmises à la station de contrôle au sol. Ces signaux sont reçus par une antenne, orientée en direction du drone, développée conjointement par le Centre INTI et l'armée argentine.
Des données et des informations sur les caractéristiques géographiques et les conditions météorologiques des zones survolées sont transmises à la station de contrôle. Le drone est également équipé d'équipement de télémétrie et d'un système de localisation.
Le premier vol de nuit du Lipán M3 eu lieu le 10 juillet 2008 à l'aérodrome militaire de Campo de Mayo. Le test a été un succès et fut effectué par le personnel du Détachement de Renseignement 601 de l'armée argentine.

## Versions
- XM4: Version plus avancée. Possède une plus grande autonomie (le double de celle du Lipán M3), un plafond plus élevé et a la capacité de fonctionner de manière entièrement autonome, atterrissage et décollage compris[2].

- Guardian: la marine argentine travaille sur une version plus petite et un peu moins performante avec une vitesse maximale de 120 km/h, un plafond de 1 000 m et un rayon d'action de 50 km[1].